# 대한민국 참의원 초대 의장단 선거
참의원 초대 의장단 선거는 1960년 8월 8일 실시되었다. 선거 결과 무소속의 백낙준 의원이 초대 참의원의장에, 민주당 구파의 소선규 의원이 초대 참의원부의장에 각각 당선되었다.
백낙준 의장은 "대통령이 궐위되거나 사고로 인하여 직무를 수행할 수 없을 때에는 참의원의장, 민의원의장, 국무총리의 순위로 그 권한을 대행한다"는 헌법 제52조 규정에 따라 당선된 순간부터 8월 12일 윤보선 대통령이 선출될 때까지 닷새 간 대통령의 권한을 대행하였다. 이는 역대 대통령 권한대행 중 최단 기간 기록이다.

## 선거 제도
참의원의장 및 참의원부의장 선거에서 당선자는 재적 의원 2/3 이상의 출석과 출석 의원 과반수의 찬성으로 결정하도록 되어있었다. 만약 1차 투표 결과 과반을 득표한 후보가 없을 시 2차 투표를 해야 했으며, 2차 투표에서도 과반을 득표한 후보가 없을 시 상위 득표자 2인에 대하여 결선 투표를 실시해 최다 득표자를 당선자로 하도록 되어 있었다.

## 배경
참의원의 의원 정수는 총 58명이었으나, 전라북도, 전라남도, 경상남도 등 지역에서 선거 실시 과정에 문제가 생겨 재선거가 결정되면서 개원 당시 당선이 확정된 참의원의원의 수는 43명이었다. 이같은 이유로 민주당 신파에서는 남은 15명의 의원들이 마저 선출될 때까지 의장 선출을 미루자는 의견을 제기하기도 하였으나, 민주당 구파와 무소속에서는 신속히 원 구성을 마무리하고 나라를 안정시켜야 한다고 주장하여 예정대로 선거를 진행하게 되었다.
7.29 총선 결과 민주당은 참의원의원 선거에서 과반을 차지했으나, 당내 구파와 신파 간의 갈등이 분당으로까지 치닫으면서 세력이 양분되고 말았다. 당시 참의원은 민주당 구파 의원이 12명, 민주당 신파 의원이 10명, 무소속 의원이 21명이었는데, 이같이 무소속 의원들이 절대 주류를 이루게 되자 의장 후보로 소선규 의원과 고희동 의원을 각각 내세우던 구파와 신파는 계획을 수정하고 무소속에 의장 자리를 양보하기로 하게 되었다.

## 후보
민주당 구파는 8월 3일 오후 회합을 갖고 소선규 의원을 참의원의장 후보로 추인하고 부의장직은 무소속 측에 양보키로 하였다.
민주당 신파는 8월 6일 오후 회합을 갖고 재적 의원 중 최고령자이기도 한 고희동 의원을 의장 후보로 하고 부의장직은 무소속 측에 양보키로 하였다. 그러나 신파는 "경우에 따라서는 무소속에 참의원의장을 양보할 수 있다"는 입장을 밝히기도 하였다.
무소속 참의원의원 20명은 8월 8일 아침 회합을 갖고 의장 후보를 정하기 위한 투표를 실시하였는데, 그 결과 백낙준 의원이 10표, 이인 의원이 9표, 기권이 1표가 나와 백낙준 의원을 참의원의장 후보로 공식 지명하게 되었다.

## 선거 결과

### 참의원의장 선거
서울특별시의 백낙준 무소속 의원이 당선되었다.
| 후보     | 소속     | 1차 투표 | 1차 투표 | 2차 투표 | 2차 투표 | 비고 |
| 후보     | 소속     | 표수     | %        | 표수     | %        | 비고 |
| -------- | -------- | -------- | -------- | -------- | -------- | ---- |
| 백낙준   | 무소속   | 20       | 47.6     | 36       | 85.7     | 당선 |
| 고희동   | 민주당   | 9        | 21.4     | 2        | 4.8      |      |
| 소선규   | 민주당   | 11       | 26.2     | 0        | -        |      |
| 무효     | 무효     | 2        | 4.8      | 4        | 9.5      |      |
| 총투표수 | 총투표수 | 42       | 100      | 42       | 100      |      |

1차 투표가 끝난 직후 본회의는 5분 간 정회되었는데, 그 사이 민주당 구파는 무소속 측에 접근, 백낙준 의원을 의장 후보로 지지해주는 대신 소선규 의원을 부의장 후보로 지지해줄 것을 요구하였다. 무소속 의원들은 이같은 제안을 수용하였으며, 그 결과 1차 투표에서 소선규 의원에게 표를 던진 구파 의원들은 2차 투표에서 백낙준 의원에게 투표, 그를 당선시킨 것이었다. 신파 역시 2차 투표에서 백낙준 의원에게 표를 몰아주긴 하였으나, 부의장 선거에서 무소속의 표를 얻어내진 못했다.

### 참의원부의장 선거
전라북도의 소선규 민주당 구파 의원이 당선되었다.
| 후보     | 소속     | 표수 | %    | 비고 |
| -------- | -------- | ---- | ---- | ---- |
| 소선규   | 민주당   | 23   | 54.8 | 당선 |
| 이범승   | 민주당   | 13   | 31.0 |      |
| 고희동   | 민주당   | 1    | 2.4  |      |
| 김진구   | 민주당   | 1    | 2.4  |      |
| 이교선   | 무소속   | 1    | 2.4  |      |
| 이인     | 무소속   | 1    | 2.4  |      |
| 무효     | 무효     | 1    | 2.4  |      |
| 총투표수 | 총투표수 | 42   | 100  |      |